# Chelsey Reist
Chelsey Marie Reist (nacida el 4 de enero de 1987) es una actriz, presentadora de televisión, y bailarina canadiense. Desde 2014, ha aparecido como Harper McIntyre en la serie de The CW, The 100. Protagonizó como Rachel la película de terror de 2012 No Tell Motel que se proyectó en el Festival de Cine de Cannes y apareció en 12 Rounds: Reloaded protagonizada por el luchador de la WWE Randy Orton. En 2013, apareció en la versión de la película de terror de 1995, El Abrazo del Vampiro , protagonizada por Sharon Hinnendael. Reist, también fue invitada en la serie de televisión canadiense Discovering Great Towns.

## Filmografía

### Películas
| Año  | Título                | Papel                 | Notas                  |
| ---- | --------------------- | --------------------- | ---------------------- |
| 2009 | The Compass           | Chica del Abrigo Rojo |                        |
| 2009 | In The Key of Evil    | Jenny                 |                        |
| 2012 | Crowsnest             | Amanda                |                        |
| 2012 | Mon Ami               | Cristal Halbern       |                        |
| 2012 | No Tell Motel         | Rachel                |                        |
| 2012 | A Bride for Christmas | Patty                 | Telefilme              |
| 2013 | 12 Rounds 2: Reloaded | Amber                 |                        |
| 2013 | El abrazo del Vampiro | Sarah Campbell        |                        |
| 2014 | Arson Mom             | Mujer de Barry        |                        |
| 2014 | Veiled Threats        | Dianne Parry          | Película de Televisión |
| 2014 | Oh Say Can You See    | Carla                 | Película de Televisión |
| 2016 | Wandering Hearts      | Amanda                |                        |
| 2016 | Dark Harvest          | Alexis Caine          |                        |
| 2016 | Christmas Cookies     | Kelly                 | Película de Televisión |
| 2016 | Limina                | Maria                 |                        |

### Televisión
| Año       | Título                      | Papel                     | Notas                                    |
| --------- | --------------------------- | ------------------------- | ---------------------------------------- |
| 2010      | Discovering Great Towns     | Ella Misma - Invitada     | 6 Episodios                              |
| 2011      | True Justice                | Gangster Mol / Chica Meth | 2 Episodios                              |
| 2011      | City Lights                 | Ella Misma - Invitada     | 2 Episodios                              |
| 2013      | The Tomorrow People         | Krysten                   | 1 Episodio                               |
| 2011-2014 | Psych                       | Hermosa Mujer             | 2 Episodios                              |
| 2014–2018 | The 100                     | Harper McIntyre           | Temporada 1–5 (recurrente; 41 episodios) |
| 2015      | Cedar Cove                  | Jennifer                  | 1 Episodio                               |
| 2016      | Aftermath: El fin del mundo | Anna                      | 1 Episodio                               |
| 2017      | Supernatural                | Dede                      | 1 Episodio                               |